# Biskopsslottet i Tartu
Biskopsslottet i Tartu (estniska: Tartu piiskopilinnus) var ett befäst herrehus i Dorpat (nuvarande Tartu) under medeltiden.
På nuvarande Toomemägi ("Domberget") har sedan länge, kanske sedan 700-talet, funnits ett estniskt fort. År 1224 belägrades och övervanns fortet av Svärdsriddarorden, och därefter byggdes ett befäst slott på Toomemägi. Borgen var skild från resten av Domberget och den ungefär samtidigt uppförda Dorpats domkyrka genom den ravin, där Lossigatan numera går. Borgen byggdes på fram till 1600-talet.
Slottet blev säte för biskopen av Dorpat. Biskopen bodde i den östra delen av borgen. Den förste biskopen av Dorpat var Hermann av Dorpat, som var bror till Riga-biskopen Albert av Riga och ledare av Livländska korståget. Han hade blivit biskop 1211 och först haft sitt säte i Leal (Lihula). År 1224 hade biskop Hermann erövrat stora delar av sydöstra nuvarande Estland, och valde Dorpat som nytt säte. År 1242 besegrades biskop Hermann av Republiken Novgorods prins Alexander Nevsky vid Slaget på sjön Peipus. 
År 1396 anföll Livländska orden borgen, men misslyckades att inta den. 
År 1558 besegrades Tartu av Ivan den förskräckliges ryska trupper under Livländska kriget, varefter Dorpats biskopsdöme upplöstes.
Biskopsslottet skadades 1708 under Stora nordiska kriget och revs under 1700-talet. En del av den tidigare borgens tegelsten återanvändes i byggandet av Püssirohukelder ("Krutkällaren"), numera restaurant, på Domberget 1767.
I början av 1800-talet byggdes Tartus gamla observatorium för det återöppnade Tartu universitet i vallgraven utanför det tidigare biskopsslottet.

## Bildgalleri

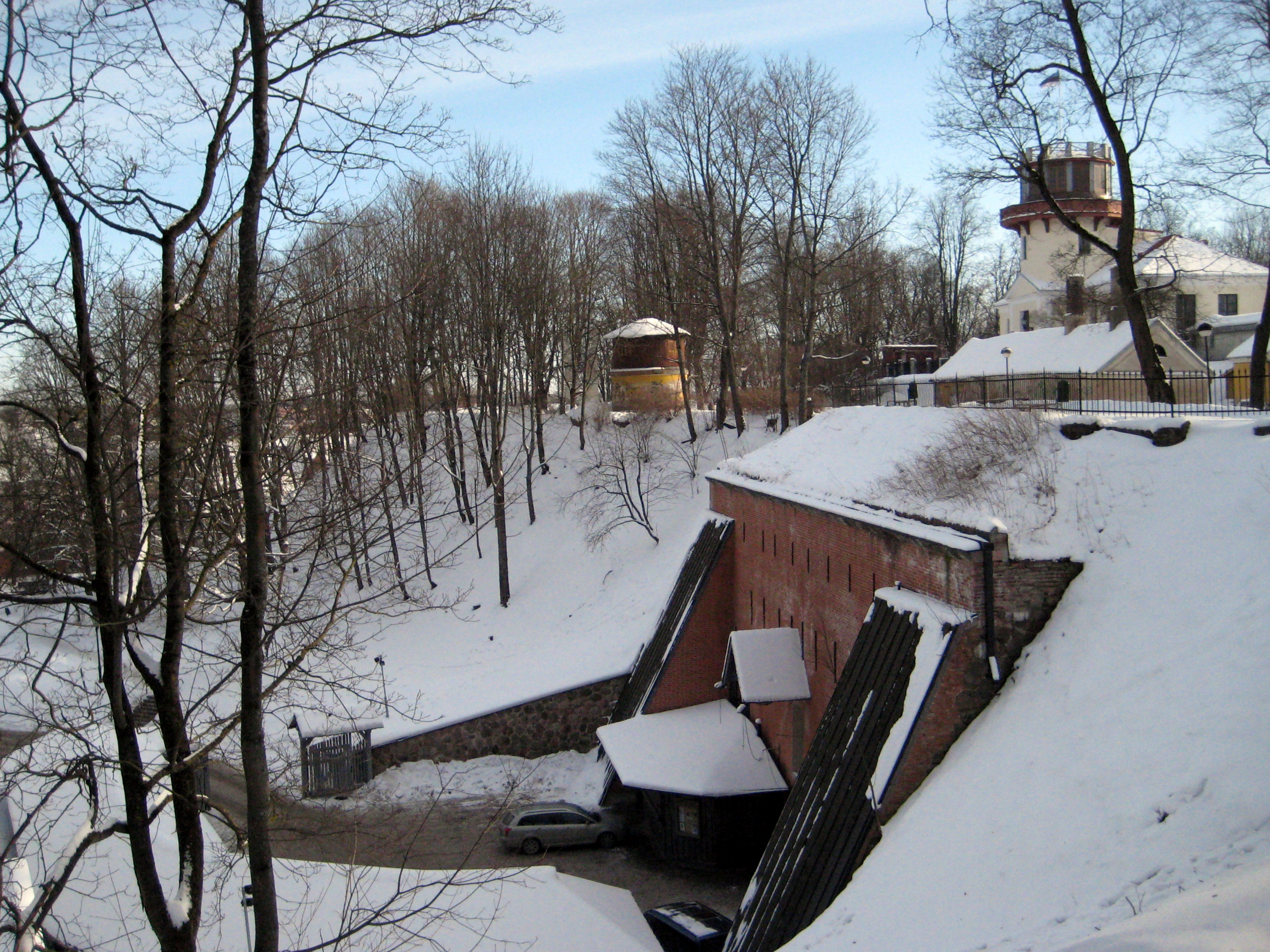
Krutkällaren och observatoriet
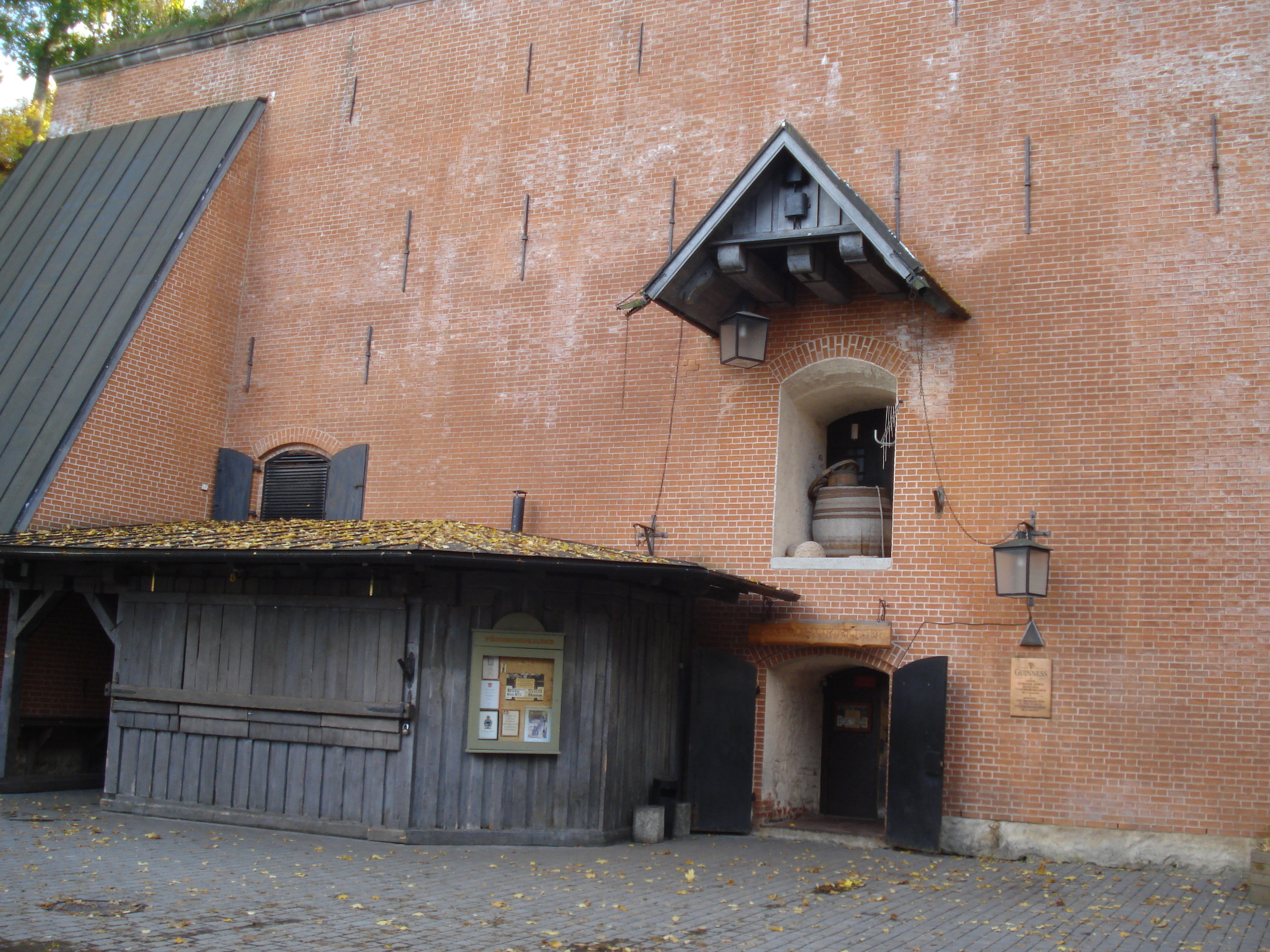
Krutkällaren
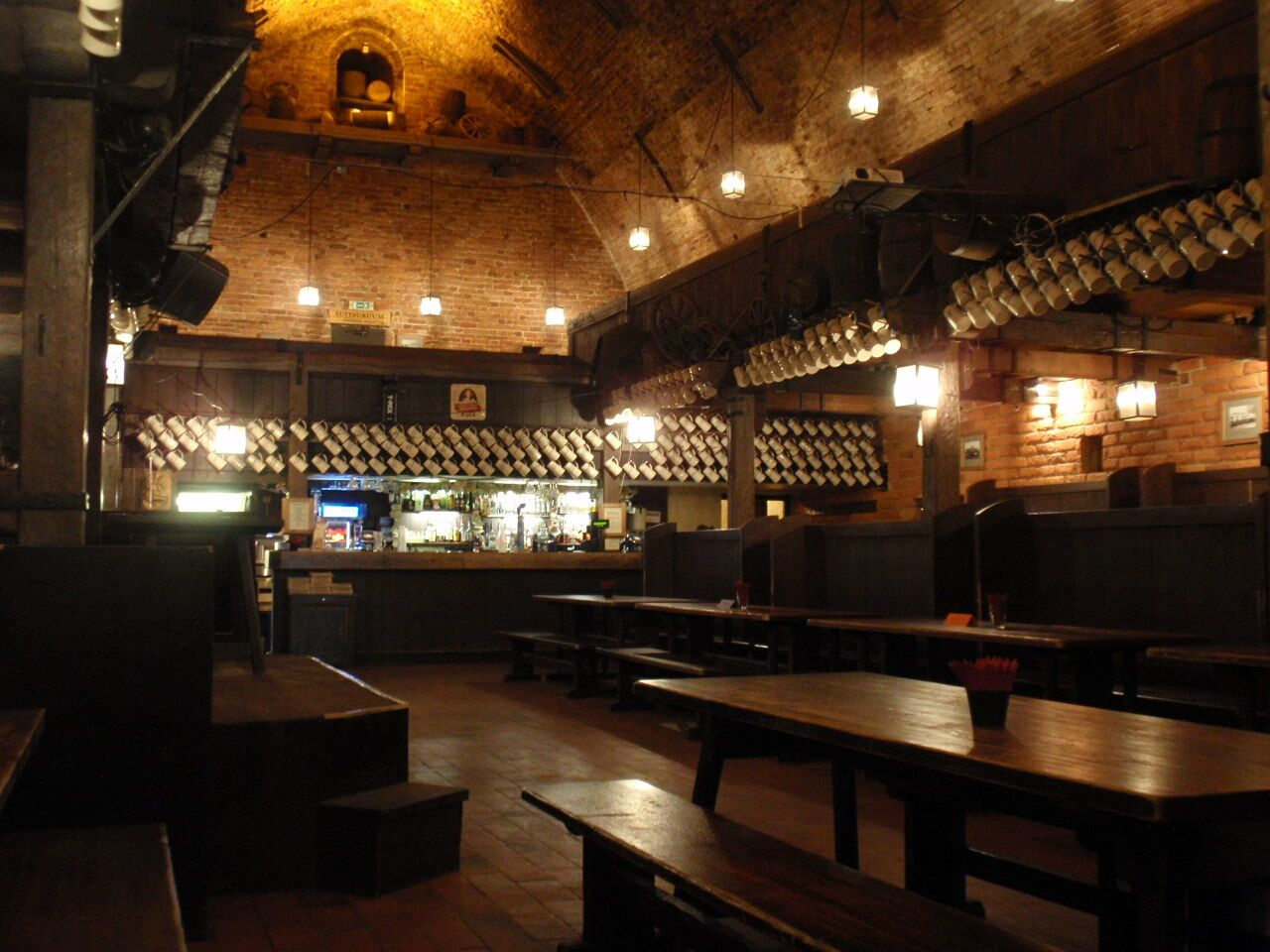
Interiör, Krutkällaren
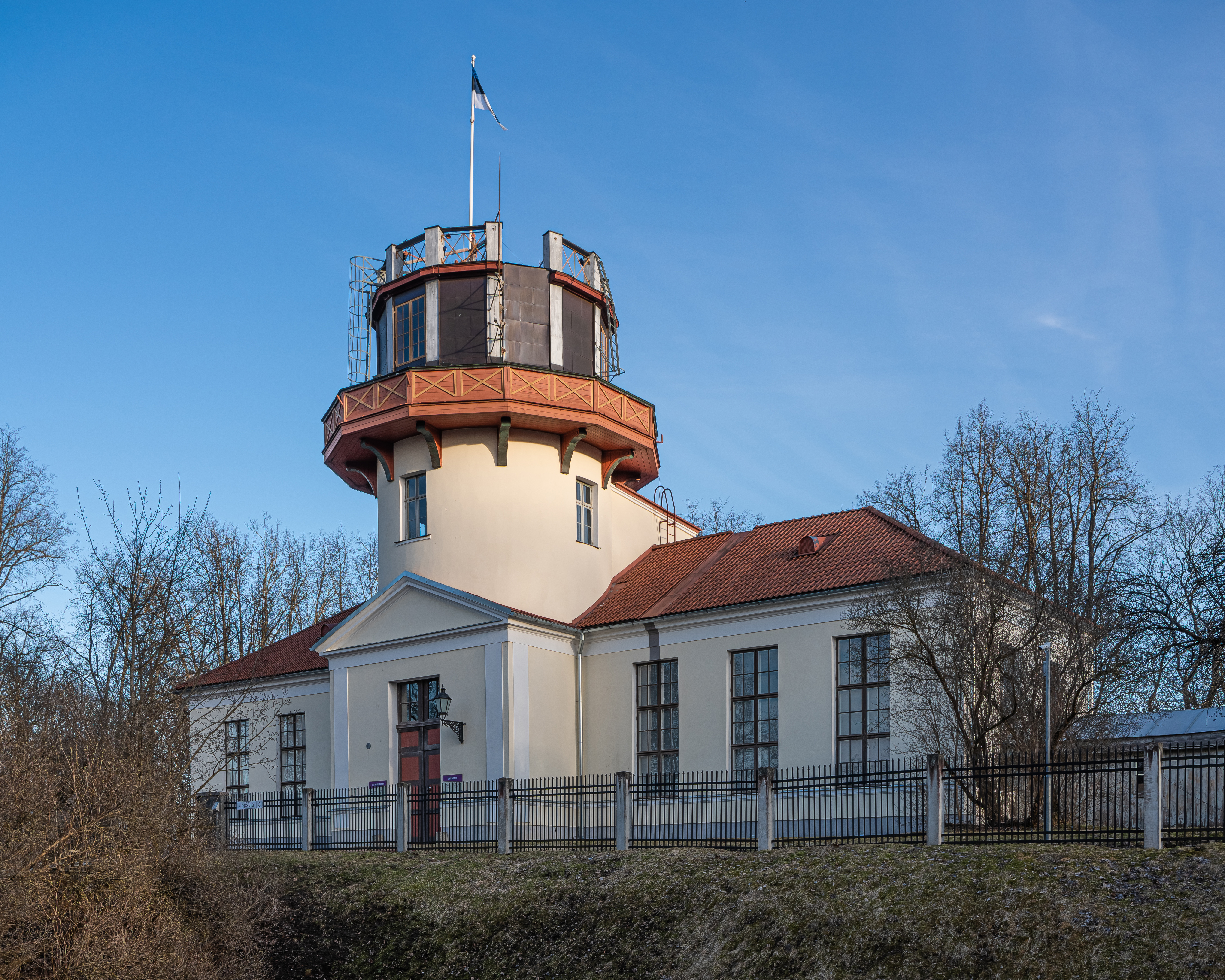
Tartus gamla observatorium